# I-net Clear Reports
i-net Clear Reports (cunoscut anterior ca i-net-Crystal Clear) este o aplicație de creare a rapoartelor în bazele de date cross-platform, având codul scris în Java, care poate crea rapoarte în formate de ieșire numeroase, cum ar fi PDF, HTML, PS, RTF, XLS, TXT, CSV, SVG, XML, precum și  ca fiind vizibilă într-un applet Java sau a unei componente Swing. 
Programatorii de aplicații pot integra rapoarte I-Net folosind API 
Îcepand cu versiunea 11.0 , rapoartele I-Net suportă de asemenea limbajul de programare . NET și oferă un API pentru  integrarea ulterioară în alte produse.

## Istoric
În versiunea 11.0, I-Net-Crystal Clear a fost redenumit I-Net Clear Reports. În acest moment, a câștigat integrarea NET ca o  caracteristică majoră.
I-Net-Crystal Clear a fost proiectat în principal pentru a citi rapoarte Crystal Reports. Acesta a trebuit să fie capabil de a citi  formatul rapoartelor RPT și produce o ieșire rezonabilă. Modulul pentru exportul și salvarea unui nou format de fișier nou a trebuit  să fie creat mai târziu, permițând Crystal-Clear pentru a salva rezultatele API înapoi și să le facă editabile.  
În 2002, prima versiune a I-Net DesignerXML, designer de rapoarte, a fost scris folosind Java Swing. Conceptul de editare era ușor  diferit de alte designere de rapoarte, folosind un șablon de raport orientat pe benzi, ceea ce înseamnă că rapoartele sunt  concepute pe bază de rânduri de date.
În ultimii ani, eforturile de dezvoltare au schimbat complet abordarea platformei de raportare.
i-net-Crystal Clear mai are încă abilitatea de a citi și executa rapoarte Crystal Reports până la cele mai recente versiuni ale  Crystal Reports.
Spre deosebire de Crystal Reports, i-net-Crystal Clear este open-source, iar formatul de fișier de raport a fost întotdeauna un  format deschis. Până la versiunea 9.0 a fost un format XML. Începând cu versiunea 9, formatul de fișier de raport este bazat pe  un format .ZIP similar cu formatul OpenDocument .

## Flexibilitate
Fiind o aplicație Java, i-net Clear Reports are capacitatea de a rula pe o varietate de platforme și medii. Nu  există practic nici o restricție în ceea ce privește sursele de date care pot fi folosite, atât timp cât există un driver JDBC  disponibil pentru accesarea datelor. Pentru sursele de date non-JDBC, există drivere care permit compatibilitatea cu i-net Clear  Reports. Cu noul API. NET a ajuns chiar mai flexibilă și permite integrarea în aplicații bazate pe . NET.
I-Net rapoarte clare vine ca un server de sine stătător, precum și un servlet , care poate fi rulat pe orice server de aplicatii   Java EE, cum ar fi Tomcat, Jetty, IIS, sau Apache (via PHP).
Caracteristici pot fi adăugate cu ajutorul API , sau prin adăugarea de componente JavaBeans. Funcțiile definite de  utilizator (UDF), extind caracteristicile rutinelor de calcul înglobate.